# Placówka Straży Granicznej I linii „Jażyniec”

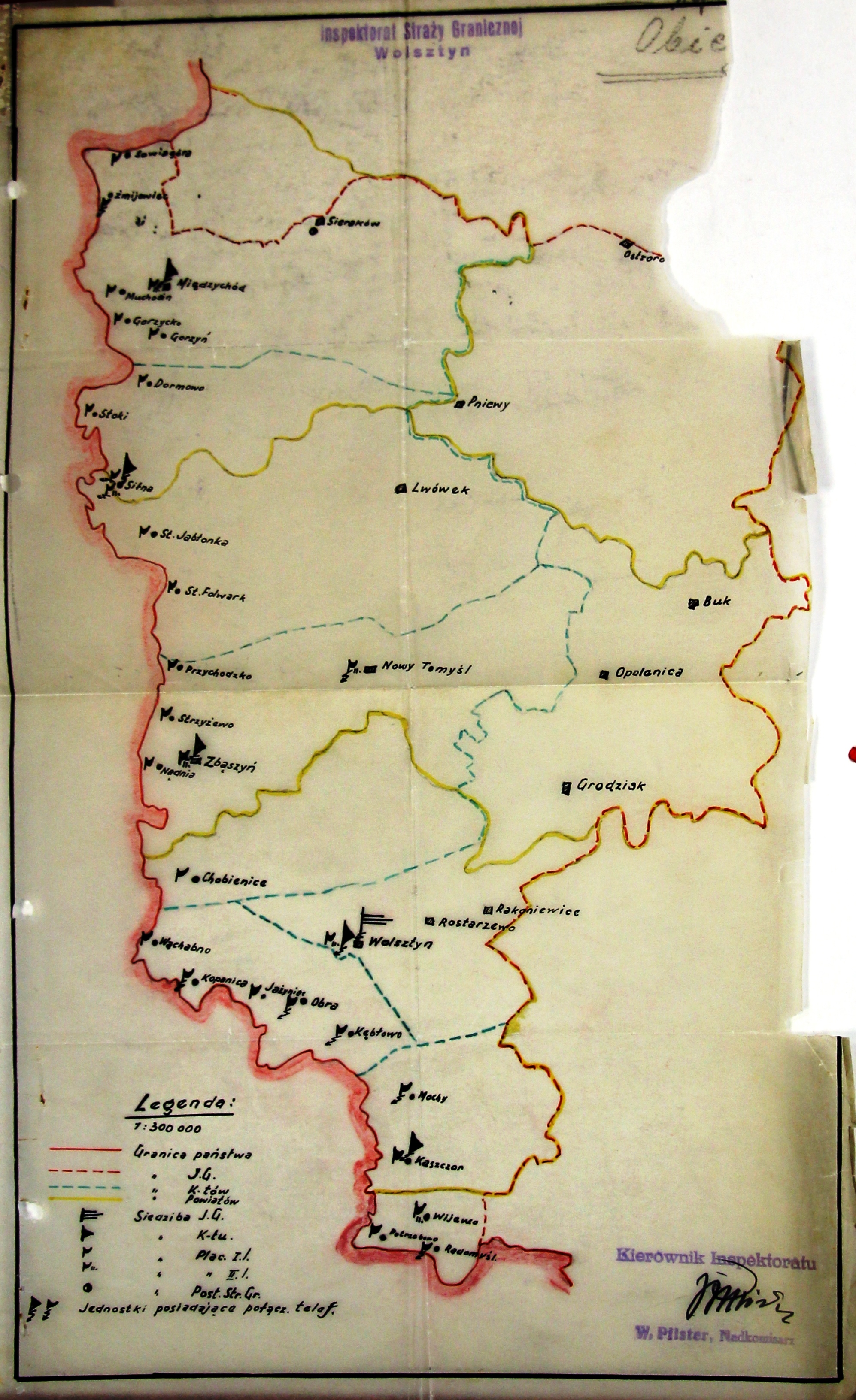
Szkic Inspektoratu Granicznego „Wolsztyn”

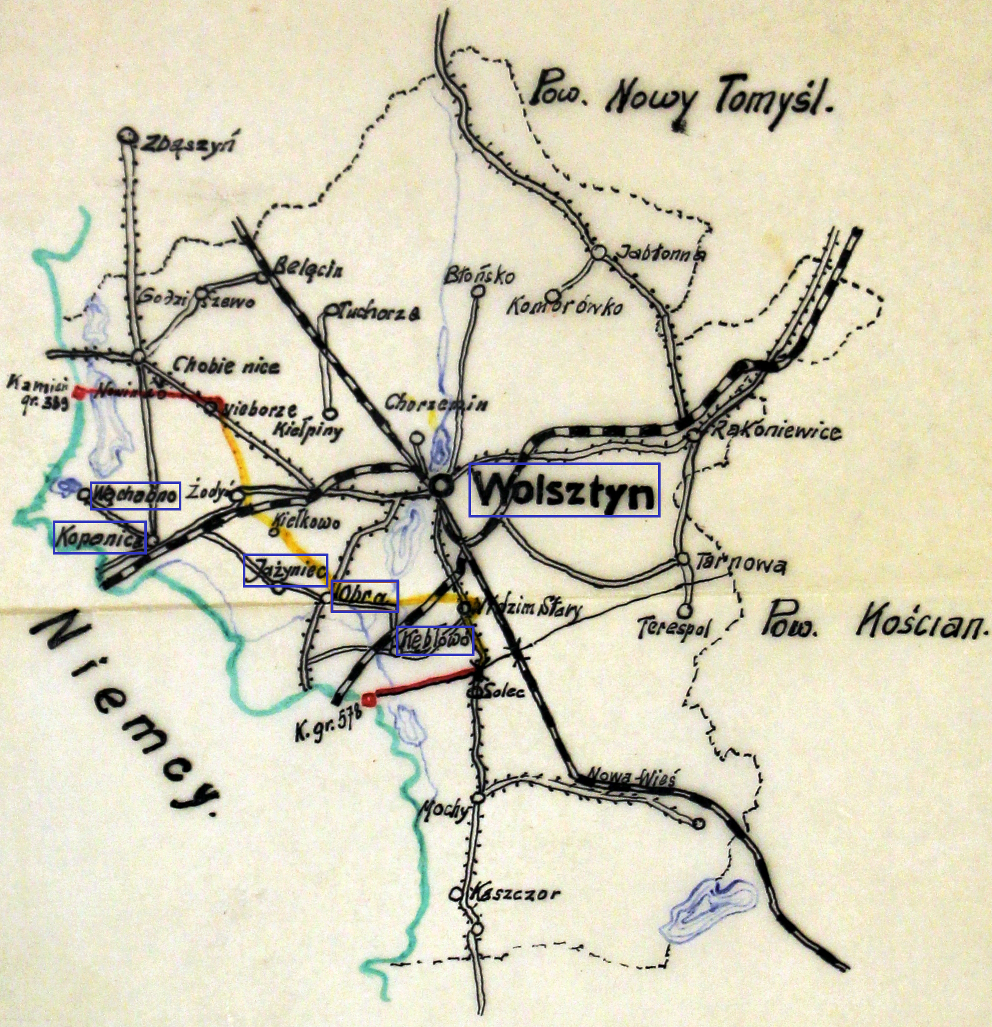
Szkic komisariatu „Wolsztyn”

Placówka Straży Granicznej I linii „Jażyniec” – jednostka organizacyjna Straży Granicznej pełniąca służbę ochronną na granicy polsko-niemieckiej w okresie międzywojennym.

## Geneza
Na wniosek Ministerstwa Skarbu, uchwałą z 10 marca 1920 roku, powołano do życia Straż Celną. Od połowy 1921 roku jednostki Straży Celnej rozpoczęły przejmowanie odcinków granicy od pododdziałów Batalionów Celnych. Proces tworzenia Straży Celnej trwał do końca 1922 roku. Placówka Straży Celnej „Jażyniec” weszła w podporządkowanie komisariatu Straży Celnej „Obra” z Inspektoratu SC „Leszno”.

## Formowanie i zmiany organizacyjne
Rozporządzeniem Prezydenta Rzeczypospolitej Polskiej Ignacego Mościckiego z 22 marca 1928 roku, do ochrony północnej, zachodniej i południowej granicy państwa, a w szczególności do ich ochrony celnej, powoływano z dniem 2 kwietnia 1928 roku  Straż Graniczną.
Rozkazem nr 3 z 25 kwietnia 1928 roku w sprawie organizacji Wielkopolskiego Inspektoratu Okręgowego dowódca Straży Granicznej gen. bryg. Stefan Pasławski określił strukturę organizacyjną komisariatu SG „Wolsztyn”. 
Rozkazem nr 11 z 9 stycznia 1930 roku reorganizacji Wielkopolskiego Inspektoratu Okręgowego komendant Straży Granicznej płk Jan Jur-Gorzechowski ustalił numer i nową organizację komisariatu. Placówka Straży Granicznej I linii „Jażyniec” znalazła się w jego strukturze.

## Służba graniczna
Placówka w 1936 roku mieścił się w m. Jażyniec, numer domu 55. Ochraniała odcinek granicy państwowej długości 4,5 km. Według innego pomiaru 4568 m. Na terenie placówki czynnych było 7 przejść gospodarczych. Znajdowały się przy kamieniach granicznych nr 494/5, 497, 499, 501, 502, 503, 505/6.
Sąsiednie placówki:
- placówka Straży Granicznej I linii „Kopanica” ⇔ placówka Straży Granicznej I linii „Obra” − 1930[6]